# Cathy Marston
Cathy Marston (Newcastle upon Tyne, 1975) è una coreografa ed ex ballerina britannica.
È stata la direttrice del Bern Ballett dal 2007 al 2013. Dopo il suo mandato ha coreografato per compagnie di tutto il mondo, tra cui The Royal Ballet, San Francisco Ballet e Northern Ballet.

## Biografia
Cathy Marston è nata a Newcastle nel 1975. Entrambi i suoi genitori erano insegnanti di inglese. Ha studiato alla Royal Ballet School tra il 1992 e il 1994. 
È stata una ballerina allo Zurich Ballet, al Luzern Ballet e al Bern Ballett, tutti con sede in Svizzera.
É meglio conosciuta per il balletto narrativo, con le donne come protagoniste.
Nel 1997 ha coreografato il suo primo lavoro per il Royal Ballet "Figure in Progress", e da allora ha creato diverse produzioni per il dipartimento 'ROH Learning and Participation'. Nel 2002, Marston è diventato e artista associato della Royal Opera House. Le sue opere per il Royal Ballet vengono danzate al Linbury Studio Theatre. Nel 2005, ha presentato il suo primo lavoro completo, Ghosts. Nel 2006, ha lanciato un ente di beneficenza, "The Cathy Marston Project" per sostenere il suo lavoro creativo. Nel 2007, Marston è diventata direttrice del Bern Ballett in Svizzera, ha ricoperto la carica fino al 2013. Dal 2013 è stata incaricata a livello internazionale, tra cui Regno Unito, Svizzera, Germania, Austria, Finlandia, Danimarca, Polonia, Stati Uniti, Canada, Polonia, Cuba, Hong Kong e Australia.
Nel 2016, Jane Eyre di Marston, basata sull'omonimo romanzo di Charlotte Brontë, ha debuttato al Northern Ballet. È stato elogiato dalla critica britannica. La produzione è stata in tour nel Regno Unito e una versione ampliata è stata eseguita al Sadler's Wells Theatre di Londra. Nel 2019, la produzione è stata ballata dall' American Ballet Theatre, con Devon Teuscher, Isabella Boylston e Misty Copeland che hanno interpretato il ruolo del protagonista. Nello stesso anno, il Joffrey Ballet di Chicago ballò anche Jane Eyre.
Marston ha anche coreografato 'Victoria', basato sulla vita della Regina Vittoria. È una coproduzione tra Northern Ballet e National Ballet of Canada. Northern Ballet ha presentato il lavoro per la prima volta nel 2019 a Leeds e ha girato la produzione nel Regno Unito, anche al Sadler's Wells. L'opera è stata proiettata nei cinema e successivamente trasmessa su BBC4. Il lavoro è stato prodotto anche su un DVD. È stato anche l'ultimo ruolo della Premier Dancer Pippa Moore prima di ritirarsi. Moore ha ballato la figlia più giovane della regina Vittoria, la principessa Beatrice. La première nordamericana, ballata dal National Ballet of Canada, era originariamente programmata nel 2021, ma è stata posticipata al 2022 per far posto a una prima mondiale che è stata rinviata a causa della pandemia di coronavirus del 2019-2020.
La prima produzione sul palco principale del Royal Ballet di Marston, The Cellist, è stata presentata per la prima volta nel 2020. È un'opera in un atto basata sulla vita di Jacqueline du Pré, con Lauren Cuthbertson come violoncellista titolare, Matthew Ball come suo marito Daniel Barenboim e Marcelino Sambé come suo violoncello . Marston ha consultato gli amici di du Pré e Barenboim e ha parlato con persone con sclerosi multipla, inclusa la madre di Marston, per il lavoro. Il lavoro è stato trasmesso nei cinema di tutto il mondo e sarà distribuito in DVD. The Cellist è stata una delle produzioni disponibili per lo streaming online durante la pandemia di coronavirus del 2019-20.

## Coreografie
- before the tempest…after the storm for Royal Ballet, 2004
- Ghosts for Royal Ballet, 2005
- Wuthering Heights (Sturmhöhe) for Bern Ballett, 2009
- Clara for Bern Ballett, 2010
- Witch-hunt (Hexenhatz) for Bern Ballett, 2013
- Three Sisters for Ballett im Revier, 2014
- Lolita for Copenhagen Summer Ballet, 2015
- Jane Eyre for Northern Ballet, 2016
- Hamlet for Ballett im Revier, 2017
- The Suit for Ballet Black, 2018
- Snowblind for San Francisco Ballet, 2018
- Lady Chatterley’s Lover for Les Grands Ballets Canadiens, 2018
- Victoria for Northern Ballet and National Ballet of Canada, 2019
- The Cellist for Royal Ballet, 2020